# Harry O. Hoyt
Harry O. Hoyt (Minneapolis, 6 agosto 1885 – Los Angeles, 29 luglio 1961) è stato uno sceneggiatore e regista statunitense.
La sua carriera cominciò nell'era del muto, nel cinema. Il suo film del 1925 Il mondo perduto, basato sul romanzo di Arthur Conan Doyle, è senz'altro la migliore di tutte le sue opere, soprattutto nell'animazione.
Era fratello dell'attore Arthur Hoyt.

## Filmografia

### Regista
- For High Stakes (1915)
- La mano nell'ombra  (The Hand Invisible) (1919)
- Through the Toils (1919)
- A Broadway Saint  (1919)
- Forest Rivals (1919)
- The Rider of the King Log (1921)
- The Curse of Drink (1922)
- That Woman
- The Woman on the Jury
- The Law Demands
- Fangs of the Wolf
- Sundown, co-regia di Laurence Trimble (1924)
- The Fatal Plunge
- The Radio Flyer
- Il mondo perduto (The Lost World) (1925)
- The Primrose Path (1925)
- The Unnamed Woman
- When Love Grows Cold
- The Belle of Broadway (1926)
- Bitter Apples
- The Return of Boston Blackie
- Passion Song
- Jungle Bride, co-regia di Albert H. Kelley (1933)
- Harness Racing
- A Day at Hollywood Park
- The Race Rider
- Cinderella Horse
- The Will to Win

### Sceneggiatore (parziale)
- An Unjust Suspicion, regia di Christy Cabanne (1913)
- The Night Operator at Buxton, regia di Robert G. Vignola (1915)
- The First Commandment, regia di Tom Moore (1915)
- Poison, regia di Tom Moore (1915)
- The Second Commandment, regia di Kenean Buel (1915)
- The Third Commandment, regia di Tom Moore (1915)
- The Liberty Party, regia di Chance Ward (come Chance Ward) (1915)
- Prejudice, regia di Tom Moore - soggetto (1915)
- The Seventh Commandment, regia di Tom Moore (1915)
- For High Stakes, regia di Harry O. Hoyt (1915)
- Rose of the Alley, regia di Charles Horan (1916)
- Dimples, regia di Edgar Jones (1916)
- The Blindness of Love, regia di Charles Horan (1916)
- The Half Million Bribe, regia di Edgar Jones (1916)
- The Child of Destiny, regia di William Nigh (1916)
- The Moth, regia di Edward José (1917)
- The Weavers of Life, regia di Edward Warren (1917)
- Gates of Gladness, regia di Harley Knoles - soggetto (1918)
- Matrimonio intermittente (By Right of Purchase), regia di Charles Miller
- Neighbors, regia di Frank Hall Crane (1918)
- The Beloved Blackmailer, regia di Dell Henderson (1918)
- The Power and the Glory, regia di Lawrence C. Windom (1918)
- By Hook or Crook, regia di Dell Henderson (1918)
- The Queen of Hearts, regia di Edmund Lawrence - soggetto (1918)
- The Girl of Today, regia di John S. Robertson - sceneggiatura (1918)
- The Road to France, regia di Dell Henderson - soggetto (1918)
- Just Sylvia, regia di Travers Vale - soggetto (1918)
- Hitting the Trail
- I Want to Forget, regia di James Kirkwood - soggetto (1918)
- The Zero Hour, regia di Travers Vale - sceneggiatura (1918)
- The Sea Waif, regia di Frank Reicher - sceneggiatura (1918)
- The Rough Neck, regia di Oscar Apfel (1919)
- Courage for Two, regia di Dell Henderson (1919)
- Hit or Miss, regia di Dell Henderson (1919)
- Through the Toils, regia di Harry O. Hoyt (1919)

- Daredevil Jack, regia di W. S. Van Dyke - sceneggiatura (1920)

- Pardon My French, regia di Sidney Olcott (1921)

- The Wizard, regia di Richard Rosson - sceneggiatura (1927)
- Good Morning, Judge, regia di William A. Seiter - soggetto (1928)